# 8618 Sethjacobson
A 8618 Sethjacobson (ideiglenes jelöléssel (8618) 1981 DX) a Naprendszer kisbolygóövében található aszteroida. Schelte J. Bus fedezte fel 1981. február 28-án.